# Argentinische Fußballnationalmannschaft (U-23-Männer)
Die argentinische U-23-Fußballnationalmannschaft (auch als argentinische Fußballolympiamannschaft bekannt) ist eine Auswahlmannschaft argentinischer Fußballspieler. Sie unterliegt der Asociación del Fútbol Argentino und repräsentiert sie international auf U-23-Ebene, etwa bei internationalen Fußballwettbewerben während der Olympischen Spiele und den Panamerikanischen Spielen. Die Auswahl ist auf Spieler unter 23 Jahren beschränkt, mit Ausnahme von drei älteren Spielern.